# Gymnadenia emeiensis
Cẩm nha Nga Mi (danh pháp hai phần: Gymnadenia emeiensis) là một loài thực vật có hoa trong họ Lan. Loài này được K.Y.Lang mô tả khoa học đầu tiên năm 1982.